# Липша (деревня)
 Липша  — деревня в Звениговском районе Республики Марий Эл. Входит в состав Кокшамарского сельского поселения.

## Этимология
Название деревни происходит от гидронима Липша (река, протекающая через деревню).

## География
Находится в южной части республики Марий Эл на расстоянии приблизительно 44 км по прямой на северо-запад от районного центра города Звенигово.

## История
Марийская деревня Липша возникла в 1973 году объединением деревень Новая, Передняя, Студёный Ключ и Большая Липша. В 1999 году здесь было 106 домов и проживали 145 человек.

## Население
Население составляло 130 человек (мари 75 %) в 2002 году, 79 в 2010.

## В литературе
Часть событий рассказа чувашского писателя В. С. Алендея «Осенняя песня скворца» (чув. «Кӗрхи шӑнкӑрч юрри») происходят именно в деревне Липша. В частности, отсюда родом возлюбленная главного героя — марийка Фаина Шагильдеева.